# Прокопие
Скално-култов комплекс Прокопие се намира в непосредствена близост до село Завала, Община Брезник, (Област Перник) в местност носеща същото име - на местен диалект - Прокопье. 

## Местоположение
На около 2 km източно от село Завала в местността Прокопье на Завалската планина се намират руините на праисторическа крепост, която местните жители наричат с името на местността – Прокопье. На скалистите върхове в местността над терена се очертават масивни стени, които обхващат площ от около 1,5 декара.

## Описание и особености
Над земята, включена в границите на крепостта, се откриват само незначителни фрагменти от латенска керамика. В миналото са били запазени части от циклопския градеж на крепостните стени, които са следвали очертанията на скалите. Местоположението, което заема крепостта, дава основание на проф.Димитрина Митова-Джонова да предполага, че тя е била по-скоро култово, отколкото фортификационно съоръжение.
Крепостта Прокопье е включена в „Списък на паметниците на културата с национално значение на територията на Област Перник“ с Протокол на СОПК от 3 февруари 1972 г.  Обектът е регистриран по време на теренни проучвания от научен екип работещ под ръководството на проф. Митова-Джонова в началото на 1980-те години. Археологически разкопки на обекта никога не са прoвеждани. Циклопският градеж е обрасъл в борова гора, като в отделни сектори, елементи на мегалитния градеж могат да се наблюдават между дръвчетата.

### Исторически контекст
Непосредствено до с. Завала в местността Върбье при изкопни работи в миналото често са откривани единични погребения. През 1970-те години в местността е открита зидана гробница. Тя била изградена от тухли с хоросанова спойка. Гробница, както и характерът на останалите погребения дават основание на археолозите да стигнат до заключението че на мястото е имало античен некропол, който е бил свързан с някое близко антично селище. Данни за конкретно селище обаче липсват, много е вероятно то да е било погребано под дебел насип в тези планински райони, прорязани от дълбоки долини и свлачища.
Религията на най-раните обитатели на Пернишка област от праисторическите епохи (Неолит, Бронзова епоха, Желязна епоха) е все още недостатъчно добре проучена. Научните експедиции от 1970-те години проведени от проф.Димитрина Митова-Джонова откриват безценни артефакти и обекти от голямо значение за развитието на културата на първите обитатели на района. Най-ранните паметници, пряко свързани с религията и сакралните ритуали са скалните култови инсигнии при с.Берайнци, с.Долна Секирна, с.Долна Мелна, с.Гърло, с.Долни Романци и при гр.Брезник (м. Чуряк, Брезнишко бърдо).